# Contribuição Nacionalmente Determinada

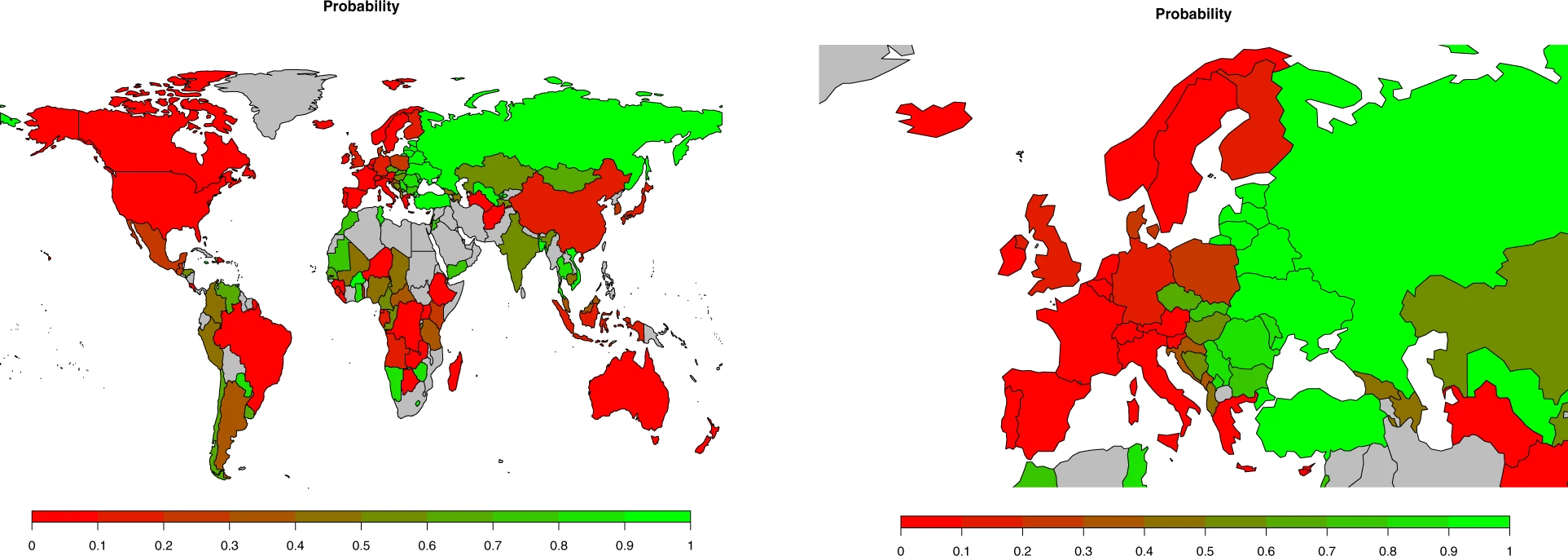
Probabilidade de os países atingirem os seus objectivos do Acordo de Paris de acordo com as suas contribuições nacionalmente determinadas (esquerda: mundo inteiro; direita: apenas Europa)

As Contribuições Nacionalmente Determinadas (NDCs do inglês Nationally determined contributions) são compromissos que os países assumem para reduzir suas emissões de gases de efeito estufa como parte da mitigação das mudanças climáticas. Esses compromissos incluem as políticas e medidas necessárias para atingir as metas globais estabelecidas no Acordo de Paris. O Acordo de Paris tem uma meta de temperatura de longo prazo que consiste em manter o aumento da temperatura da superfície global bem abaixo dos 2 ºC acima dos níveis pré-industriais. O tratado também estabelece que, preferencialmente, o limite do aumento deve ser de apenas 1,5 ºC. Para atingir esta meta de temperatura, as emissões de gases com efeito de estufa devem ser reduzidas o mais rapidamente possível e tanto quanto possível. Para limitar o aquecimento global a menos de 1,5 °C, as emissões precisam ser reduzidas em cerca de 50% até 2030, considerando os compromissos documentados de cada país, conhecidos como NDCs.
As NDC representam os esforços de cada país para reduzir as emissões nacionais e adaptar-se aos impactos das alterações climáticas. O Acordo de Paris exige que cada uma das 193 Partes prepare, comunique e mantenha NDCs, descrevendo o que pretendem alcançar. As NDCs devem ser atualizadas a cada cinco anos.
Antes do Acordo de Paris, em 2015, as NDCs eram chamadas de contribuições nacionalmente determinadas pretendidas (INDCs) e tinham caráter voluntário. As INDCs eram promessas iniciais dos países, enquanto as NDCs representam compromissos mais sólidos — embora ainda não sejam juridicamente obrigatórias.
As taxas de redução de emissões precisam aumentar em 80% além das NDCs para ter chance de atingir a meta de 2 °C do Acordo de Paris (dados de 2021). As probabilidades de os principais emissores cumprirem suas NDCs sem esse aumento são muito baixas. Portanto, com as tendências atuais, a probabilidade de ficar abaixo de 2 °C de aquecimento é de apenas 5% – e se as NDC fossem cumpridas e continuadas após 2030 por todos os sistemas signatários, a probabilidade seria de 26%.

## Papel no Acordo de Paris
As contribuições nacionalmente determinadas (NDCs) estão “no cerne do Acordo de Paris e da concretização dos seus objetivos a longo prazo”.
Os países determinam por si mesmos quais contribuições devem fazer para alcançar os objetivos do tratado. Por isso, esses planos são chamados de Contribuições Nacionalmente Determinadas (NDCs). O Artigo 3 exige que as NDCs sejam 'esforços ambiciosos' para 'alcançar o propósito deste Acordo' e que 'representem uma progressão ao longo do tempo'. As contribuições devem ser estabelecidas a cada cinco anos e registradas pelo Secretariado da UNFCCC. Cada novo nível de ambição deve ser maior que o anterior, conhecido como o princípio de progressão. Os países podem cooperar e reunir suas contribuições nacionalmente determinadas. As contribuições nacionalmente determinadas pretendidas (INDCs) prometidas durante a Conferência de Mudanças Climáticas de 2015 são convertidas em NDCs quando um país ratifica o Acordo de Paris, a menos que envie uma atualização.
O Acordo de Paris não define a natureza exata das NDCs. No mínimo, elas devem conter provisões de mitigação, mas também podem incluir promessas sobre adaptação, financiamento, transferência de tecnologia, capacitação e transparência. Algumas das promessas nas NDCs são incondicionais, mas outras dependem de fatores externos, como obtenção de financiamento e apoio técnico, ambição de outras partes ou detalhes das regras do Acordo de Paris que ainda precisam ser estabelecidas. A maioria das NDCs tem um componente condicional.
Embora as NDCs em si não sejam vinculativas, os procedimentos ao seu redor são. Esses procedimentos incluem a obrigação de preparar, comunicar e manter sucessivas NDCs, estabelecer uma nova a cada cinco anos e fornecer informações sobre a implementação. Não há mecanismo para forçar um país a estabelecer uma meta de NDC em uma data específica ou a cumprir suas metas. Haverá apenas um sistema de ‘nome e vergonha’ ou, como afirmou János Pásztor, ex-secretário-geral assistente da ONU para mudanças climáticas, um plano de ‘nomear e encorajar’.

## Processo

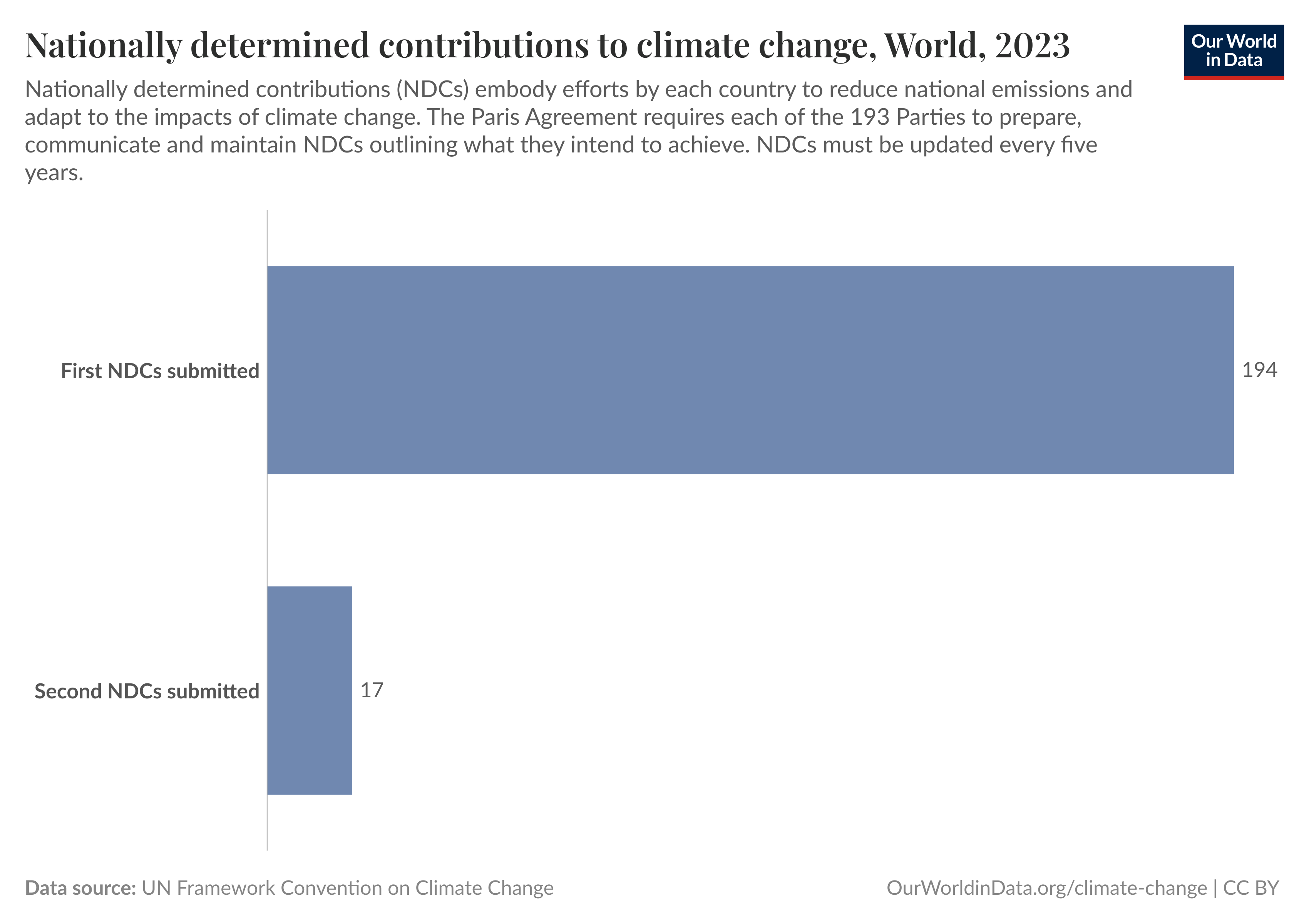
Número de países que apresentaram a primeira e a segunda versões das NDC até 2023

Número de partes em acordos ambientais multilaterais, como a Convenção-Quadro das Nações Unidas para as Alterações Climáticas

O estabelecimento das NDCs combina o sistema de cima para baixo de um acordo internacional tradicional com elementos de um sistema de baixo para cima, nos quais os países propõem suas próprias metas e políticas de acordo com suas circunstâncias, capacidades e prioridades nacionais. O objetivo geral é reduzir as emissões globais de gases de efeito estufa o suficiente para limitar o aumento da temperatura causado por atividades humanas a bem abaixo de 2 °C acima dos níveis pré-industriais e buscar esforços para limitar o aumento a 1,5 °C.
As NDCs incluem etapas para reduzir emissões e visam também abordar as medidas para adaptação aos impactos das mudanças climáticas, bem como o tipo de apoio que o país precisa ou oferecerá para lidar com as mudanças climáticas. Após a submissão inicial das INDCs em março de 2015, seguiu-se uma fase de avaliação para revisar o impacto das INDCs apresentadas antes da Conferência das Nações Unidas sobre Mudança Climática de 2015.
As informações coletadas dos relatórios individuais e revisões das partes, junto com uma visão mais abrangente obtida por meio do 'balanço global', irão, por sua vez, alimentar e moldar a formulação dos compromissos subsequentes dos estados. A lógica é que esse processo ofereça várias oportunidades para que processos políticos domésticos e transnacionais ocorram, facilitando compromissos mais ambiciosos e pressionando os estados a cumprir suas metas nacionalmente determinadas.
As NDCs são as primeiras metas de gases de efeito estufa sob a UNFCCC que se aplicam igualmente a países desenvolvidos e em desenvolvimento.

### Prazo
As NDC devem ser definidas a cada cinco anos e devem ser registadas pelo Secretariado da UNFCCC .  Os prazos facilitam atualizações periódicas para refletir mudanças nas circunstâncias ou ambições crescentes.
As NDCs são definidas de forma independente por cada parte (países ou grupos regionais de países), mas inseridas em um quadro iterativo e vinculativo de caráter “catalítico”, projetado para intensificar a ação climática ao longo do tempo. Após a definição inicial de suas NDCs, espera-se que os estados atualizem essas metas em ciclos de 5 anos. Relatórios bienais de progresso serão publicados para monitorar o avanço em direção aos objetivos estabelecidos nas NDCs e serão submetidos a revisões técnicas. Coletivamente, esses relatórios contribuirão para um inventário global em ciclos de 5 anos, onde a suficiência geral das NDCs será avaliada.

## Situação atual

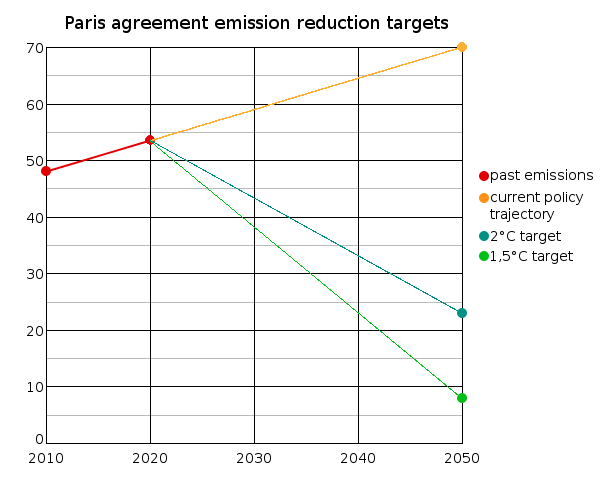
Metas de redução de emissões do acordo climático de Paris e reduções reais oferecidas

Através do Índice de Desempenho das Alterações Climáticas, do Climate Action Tracker e do Climate Clock, as pessoas podem ver on-line o quão bem cada país está actualmente no caminho certo para cumprir os seus compromissos do acordo de Paris. No entanto, essas ferramentas fornecem apenas uma visão geral em relação às atuais reduções de emissões coletivas e individuais dos países. Eles não fornecem informações sobre as reduções de emissões oferecidas por país, para cada medida proposta na NDC.
Em 31 de março de 2020, 186 partes (185 países mais a União Europeia) comunicaram suas primeiras NDCs ao Secretariado da Convenção-Quadro das Nações Unidas sobre Mudança do Clima . Um relatório da ONU afirmou em 2020 que: “o mundo está muito longe de atingir esta meta ao nível atual de contribuições determinadas a nível nacional”.
O Objetivo de Desenvolvimento Sustentável 13 sobre a ação climática tem um indicador relacionado com as NDCs para a sua segunda meta: o Indicador 13.2.1 é o “Número de países com contribuições nacionalmente determinadas, estratégias de longo prazo, planos nacionais de adaptação, estratégias conforme reportadas nas comunicações de adaptação e comunicações nacionais”.

## Desafios

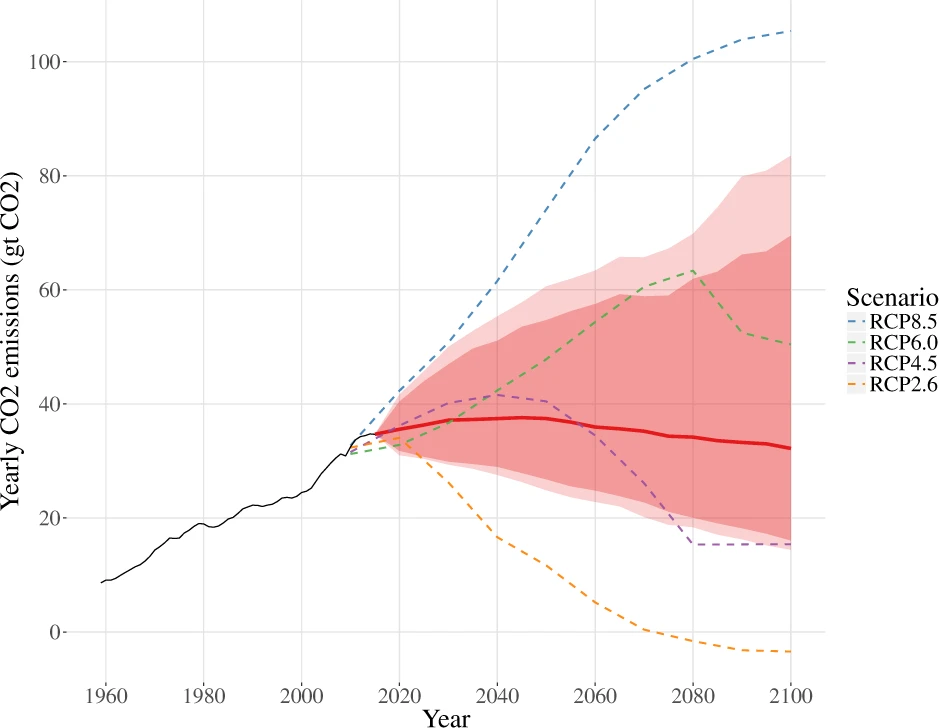
Previsão probabilística das emissões de CO _{2}, atualizada com base em dados de 2015

Os países enfrentam uma série de desafios na implementação das NDC, por exemplo, estabelecendo um mandato para coordenar ações em torno das NDC e impulsionar a sua implementação; e abordando as restrições de recursos para desenvolver e implementar políticas sobre alterações climáticas. As taxas de redução de emissões precisam aumentar em 80% além das NDCs para provavelmente atingir os 2 °C intervalo superior da meta do Acordo de Paris (dados de 2021). As probabilidades de os principais emissores cumprirem suas NDCs sem esse aumento são muito baixas. Portanto, com as tendências atuais, a probabilidade de ficar abaixo de 2 °C de aquecimento é de apenas 5% – e se as NDC fossem cumpridas e continuadas após 2030 por todos os sistemas signatários, a probabilidade seria de 26%.

Cenários de emissões globais de gases de efeito estufa. Se todos os países cumprirem as suas actuais promessas do Acordo de Paris, o aquecimento médio até 2100 ainda excederia a meta máxima de 2°C estabelecida pelo acordo

A eficácia do Acordo de Paris para alcançar suas metas climáticas é debatida, com a maioria dos especialistas afirmando que ele é insuficiente para sua meta mais ambiciosa de manter o aumento da temperatura global abaixo de 1,5°C. Muitas das provisões exatas do Acordo de Paris ainda precisam ser definidas, então pode ser muito cedo para julgar sua eficácia. De acordo com o Programa das Nações Unidas para o Meio Ambiente (UNEP) em 2020, com os compromissos climáticos atuais do Acordo de Paris, as temperaturas médias globais provavelmente subirão mais de 3°C até o final do século 21. Compromissos recentes de zero emissões líquidas não foram incluídos nas Contribuições Nacionalmente Determinadas e podem reduzir as temperaturas em mais 0,5°C.
Com os compromissos iniciais dos países inadequados, seria necessária uma mitigação mais rápida e cara no futuro para ainda atingir as metas. Além disso, há uma lacuna entre as promessas dos países em suas NDCs e a implementação dessas promessas; um terço da diferença de emissões entre os custos mais baixos e as reduções reais seria fechado implementando promessas existentes. Um par de estudos na Nature descobriu que, em 2017, nenhuma das principais nações industrializadas estava implementando as políticas prometidas, e nenhuma cumpriu suas metas de redução de emissões, e, mesmo que tivessem cumprido, a soma de todas as promessas dos membros (a partir de 2016) não manteria o aumento da temperatura global 'bem abaixo de 2°C'.
Em 2021, um estudo usando um modelo probabilístico concluiu que as taxas de redução de emissões teriam que aumentar em 80% além das NDCs para provavelmente atender ao limite superior de 2°C do Acordo de Paris, e que as probabilidades de grandes emissores cumprirem suas NDCs sem tal aumento são muito baixas. Estimou-se que, com as tendências atuais, a probabilidade de permanecer abaixo de 2°C de aquecimento é de 5% – e de 26% se as NDCs fossem cumpridas e continuadas após 2030 por todos os signatários.
Em 2020, há pouca literatura científica sobre a eficácia do Acordo de Paris em termos de capacitação e adaptação, embora esses temas sejam abordados no Acordo. A literatura disponível é, em sua maioria, mista em suas conclusões sobre perda e danos e adaptação.
De acordo com o relatório de avaliação, o acordo tem um efeito significativo: enquanto em 2010 o aumento esperado da temperatura até 2100 era de 3,7–4,8 °C, na COP 27 foi de 2,4–2,6 °C, e, se todos os países cumprirem seus compromissos de longo prazo, será de 1,7–2,1 °C. Apesar disso, o mundo ainda está muito longe de alcançar o objetivo do acordo: limitar o aumento da temperatura a 1,5 graus. Para isso, as emissões devem atingir o pico até 2025.

## História
As NDCs têm um antecedente no sistema de compromisso e revisão que foi considerado pelos negociadores internacionais das alterações climáticas no início da década de 1990. Todos os países que eram partes da Convenção-Quadro das Nações Unidas sobre as Alterações Climáticas (CQNUAC) foram convidados a publicar as suas contribuições nacionalmente determinadas (CND) na Conferência das Nações Unidas sobre as Alterações Climáticas de 2013, realizada em Varsóvia, na Polónia, em Novembro de 2013. As contribuições previstas foram determinadas sem prejuízo da natureza jurídica das contribuições. O termo foi concebido como um meio-termo entre "objetivo de limitação e redução de emissões quantificadas" (QELROs) e " Ações de Mitigação Nacionalmente Apropriadas " (NAMAs) que o Protocolo de Kyoto usou para descrever as diferentes obrigações legais de países desenvolvidos e em desenvolvimento.
Após o Acordo de Paris entrar em vigor em 2016, as INDCs se tornaram a primeira NDC quando um país ratificava o acordo, a menos que decidisse enviar uma nova NDC ao mesmo tempo. As NDC são as primeiras metas de gases com efeito de estufa no âmbito da UNFCCC que se aplicam igualmente aos países desenvolvidos e em desenvolvimento.

### Submissões de contribuições nacionalmente determinadas pretendidas (INDC)
Em 27 de fevereiro de 2015, a Suíça tornou-se o primeiro país a apresentar a sua INDC. A Suíça disse que sofreu um aumento de temperatura de 1,75 °C desde 1864 e visa reduzir as emissões de gases com efeito de estufa em 50% até 2030.
A Índia apresentou a sua INDC à UNFCCC em Outubro de 2015, comprometendo-se a reduzir a intensidade das emissões do PIB em 33–35% até 2030, em relação aos níveis de 2005. Na sua apresentação, a Índia escreveu que precisa de “pelo menos 2,5 bilhões de dólares” para atingir os seus objetivos de 2015-2030, e que as suas “necessidades de financiamento climático internacional” farão a diferença em relação “ao que pode ser disponibilizado a partir de fontes nacionais”.
Dos países pesquisados, 85% relataram que foram desafiados pelo curto prazo disponível para desenvolver INDCs. Outros desafios relatados incluem dificuldade em garantir apoio político de alto nível, falta de certeza e orientação sobre o que deve ser incluído nas INDCs e conhecimento limitado para avaliação de opções técnicas. Contudo, apesar dos desafios, menos de um quarto dos países afirmou ter recebido apoio internacional para preparar as suas INDC, e mais de um quarto indicou que ainda está a solicitar apoio internacional. O processo INDC e os desafios que apresenta são únicos para cada país e não existe uma abordagem ou metodologia única para todos.